# Mordellistena elegantula
Mordellistena elegantula är en skalbaggsart som beskrevs av Smith 1882. Mordellistena elegantula ingår i släktet Mordellistena och familjen tornbaggar. Inga underarter finns listade i Catalogue of Life.